# Primavera de la vida
Primavera de la vida és una pintura a l'oli sobre tela de Josep de Togores i Llach dipositada al Museu Nacional d'Art de Catalunya (Barcelona), la qual fou pintada l'any 1924.

## Context històric i artístic
Josep de Togores va néixer el 1893 i, pertanyent a una família aristocràtica del Vallès, tingué una infantesa daurada amb viatges a París i Brussel·les acompanyant el seu pare. Als 13 anys, un atac de meningitis el deixà completament sord i accentuà la seua vocació per la pintura. El 1911 assistí a la cèlebre exposició de Sunyer, s'impregnà de l'ideari de La Ben Plantada, que es publicà aquest any, i va viure el triomf del Noucentisme participant-hi amb les seues primeres obres.
A París, en 1913-1914, rebé la influència determinant de Cézanne, però tornà aviat a Barcelona a causa de la Primera Guerra Mundial. El 1919 va tornar a la capital de França i aleshores inicià el seu període de creació més important: un realisme màgic basat en quadres protagonitzats per figures d'un dibuix dur i exigent que el convertiren en un precedent del que fou a Alemanya, els anys vint, la Nova Objectivitat. Visqué l'ambient artístic de Montparnasse, on es relacionà amb Modigliani, Picasso i Kisling, i els poetes Pierre Reverdy i Max Jacob. A partir del 1924, un període de crisi creativa comportà canvis en la seua obra, que perdé l'agudesa de dibuix i adquirí modelats suaus, com de pintura al pastel. Una nova crisi, el 1928, el portà a una mena de pintura abstracta sense interès, i una altra, el 1931, a una pintura figurativa tradicional que motivà lentament l'oblit de Togores.

## Descripció
Aquest quadre és molt característic de la seua etapa de modelats suaus, en què abunden els nus pintats amb gammes torrades i grises. Fou presentat en una exposició de gran èxit de l'any 1926, va ésser objecte d'una subscripció popular per a oferir-lo al Museu d'Art Modern de Barcelona, però l'Ajuntament el refusà per raons morals. Després d'una gran polèmica en la premsa i en l'opinió pública i d'una intervenció del batlle, acabà ingressant al Museu uns quants anys més tard.